# Casey DeSmith
Casey DeSmith, född 13 augusti 1991, är en amerikansk professionell ishockeymålvakt som är kontrakterad till Pittsburgh Penguins i National Hockey League (NHL) och spelar för deras primära samarbetspartner Wilkes-Barre/Scranton Penguins i American Hockey League (AHL). Han har tidigare spelat på lägre nivåer för Wheeling Nailers i ECHL, New Hampshire Wildcats (University of New Hampshire) i National Collegiate Athletic Association (NCAA) och Indiana Ice i United States Hockey League (USHL).
DeSmith blev aldrig draftad.